# Tapponia latifrons
Tapponia latifrons är en spindelart som först beskrevs av Tord Tamerlan Teodor Thorell 1890.  Tapponia latifrons ingår i släktet Tapponia och familjen lospindlar. Inga underarter finns listade i Catalogue of Life.